# منطقه مرگ

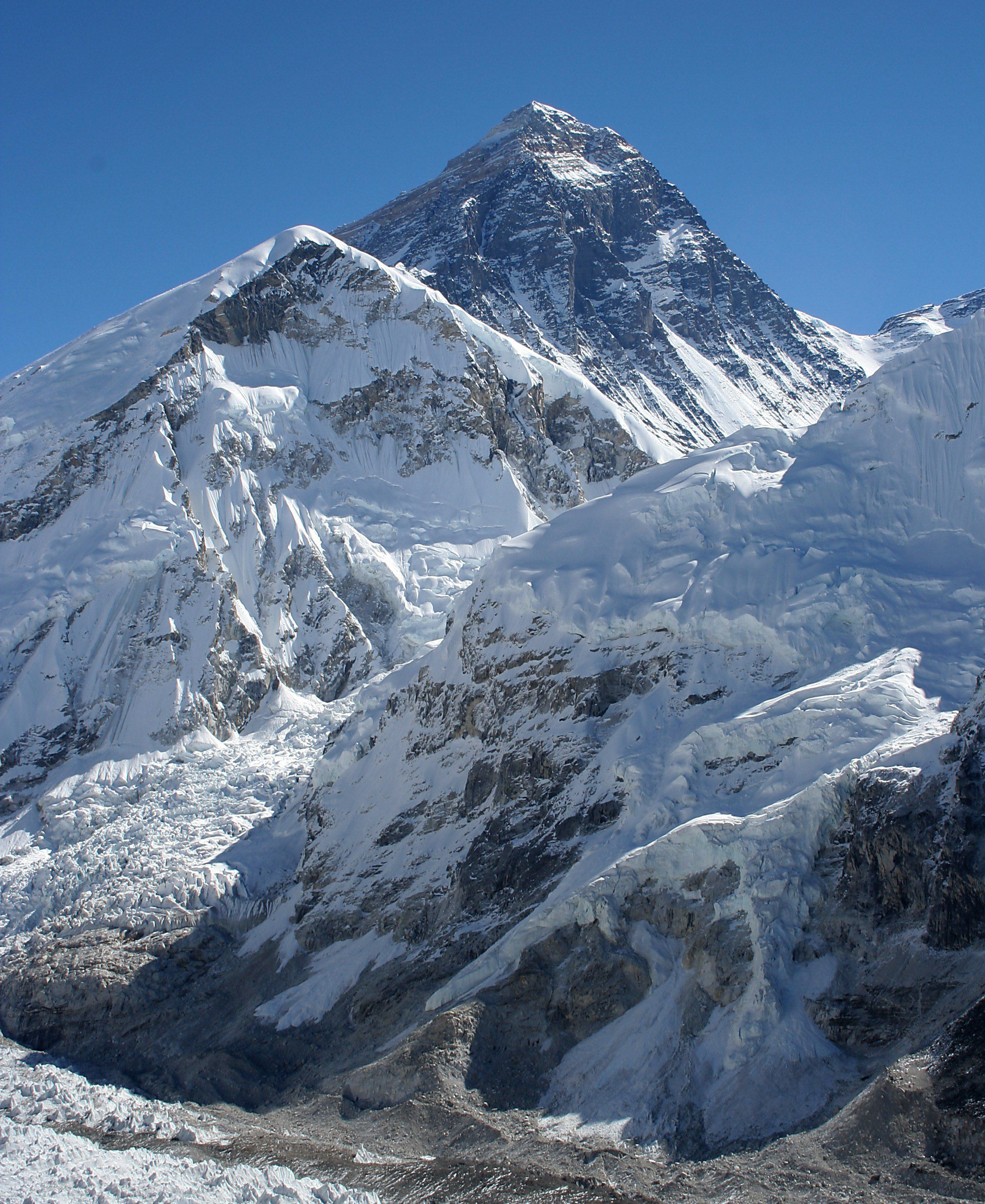
قله اورست در منطقه مرگ قرار دارد.

منطقه مرگ یا ناحیه مرگ در کوهنوردی به ارتفاعات بالاتر از یک نقطه مشخص اشاره دارد که در آن فشار اکسیژن برای  حفظ حیات انسانی در بازه زمانی طولانی کافی نیست. این نقطه به‌طور کلی با ارتفاع ۸٬۰۰۰ متری (۲۶٬۰۰۰ پا، فشار اتمسفری کمتر از ۳۵۶ میلی‌بار) شناخته می‌شود. این مفهوم ابتدا در سال ۱۹۵۳ توسط پزشک سوئیسی ادوارد ویس-دونانت که آن را منطقه مرگبار می‌نامید، بیان شد. همه ۱۴ قله بالاتر از ۸۰۰۰ متر در منطقه مرگ و در رشته کوه های هیمالیا و قره‌قروم آسیا قرار دارند.
بسیاری از مرگ و میرهای ناشی از کوهنوردی در ارتفاعات بالا به دلیل اثرات ناشی از حضور در منطقه مرگ روی داده‌است. این تأثیر یا به صورت مستقیم و با از دست دادن عملکردهای حیاتی یا به صورت غیرمستقیم و با تصمیم‌های اشتباه ناشی از استرس یا ضعف جسمانی منجر به حوادث شده‌است. توقف طولانی در ارتفاع بالای ۸۰۰۰ متر (۲۶٬۲۴۷ پا) بدون کپسول اکسیژن منجر به بدتر شدن عملکردهای بدن و مرگ خواهد شد.